# Emma Malewski
Emma Leonie Malewski, née le 18 juillet 2004 à Hambourg, est une gymnaste artistique allemande.

## Carrière
Aux Championnats d'Europe 2022 à Munich, elle remporte la médaille d'or à la poutre et la médaille de bronze du concours par équipes.